# Identificación proyectiva
Identificación proyectiva alude a un mecanismo de defensa psíquico. Se podría definir extensivamente como sigue:

Término introducido por Melanie Klein para designar un mecanismo que se traduce por fantasías en las que el sujeto introduce su propia persona (his self), en su totalidad o en parte, en el interior del objeto para dañarlo, poseerlo y controlarlo.
Diccionario de Psicoanálisis.